# Ouvrage du Champ-de-Tir-de-l'Agaisen
Ne doit pas être confondu avec Ouvrage de l'Agaisen.
L'ouvrage du Champ-de-Tir-de-l'Agaisen, ou plus simplement du Champ-de-Tir, est une fortification faisant partie de la ligne Maginot, située sur la commune de Sospel dans le département des Alpes-Maritimes.
Il s'agit d'un petit ouvrage d'infanterie de trois blocs servant d'abri actif : il avait pour mission non seulement de protéger une section d'infanterie, mais aussi de renforcer la ligne de fortifications grâce à son armement sous béton. Elle couvre le terrain servant de champ de tir à la casemate d'instruction de l'Agaisen, d'où son nom.
Il ne faut pas le confondre avec le gros Ouvrage de l'Agaisen, au sommet du mont Agaisen.

## Description
L'ouvrage se trouve 500 mètres au nord-ouest du mont Agaisen, à cheval sur la crête à environ 700 mètres d'altitude.

### Position sur la ligne
La partie la plus méridionale de la ligne Maginot, le secteur fortifié des Alpes-Maritimes, était subdivisée en cinq sous-secteurs : l'ouvrage du Champ-de-Tir se trouve dans le « sous-secteur de Sospel ». Il doit participer à la défense du territoire français contre l'armée italienne, débouchant du col de Tende ou des sentiers muletiers franchissant la frontière franco-italienne.
L'ouvrage est positionné sur la « ligne principale de résistance », composée d'une succession d'ouvrages bétonnés, s'appuyant mutuellement avec des mitrailleuses et de l'artillerie sous casemates : dans le sous-secteur de Sospel, il s'agit des gros ouvrages du Monte-Grosso, de l'Agaisen, de Saint-Roch et du Barbonnet. Le relief très montagneux ne nécessite pas une ligne continue avec tirs croisés de mitrailleuses, mais la tourelle d'artillerie de l'Agaisen peut croiser ses tirs avec celles du Monte-Grosso, assurant entre les deux la couverture du petit ouvrage du Champ-de-Tir-de-l'Agaisen.
En avant de cette ligne principale, quelques « avant-postes » et points d'appui ont été construits pour donner l'alerte et retarder au maximum une attaque brusquée. Ils sont beaucoup plus petits (et beaucoup moins chers) que les ouvrages de la ligne principale. Le sous-secteur de Sospel compte deux de ces avant-postes, celui de la Croix-de-Cougoule, installé sur l'éperon à l'est de la cime du Bosc (surplombant la vallée de la Roya et la petite ville de Breil), et celui de Castès-Ruines au sud-est de Sospel.

### Souterrains
Comme tous les autres ouvrages de la ligne Maginot, celui du Champ-de-Tir est conçu pour résister à un bombardement d'obus de gros calibre. Les organes de soutien sont donc aménagés en souterrain, creusés sous plusieurs mètres de roche, tandis que les organes de combat, dispersés en surface sous forme de blocs, sont protégés par d'épais cuirassements en acier et des couches de béton armé.
Le casernement de temps de guerre (un bout de galerie aménagé en dortoir, avec 44 places), le système de ventilation, le PC, le central téléphonique, la cuisine, le poste de secours, les réserves d'eau, de nourriture, de gazole et de munitions sont tous en souterrain, reliés entre eux par une galerie voûtée d'une longueur totale de 80 mètres.
L'ouvrage dispose d'une petite usine produisant de l'électricité, avec un groupe électrogène composé d'un moteur Diesel Baudouin DB 2 (à deux cylindres, fournissant une puissance de 24 ch à 750 tours par minute) entraînant un alternateur.

### Blocs
L'ouvrage du Champ-de-Tir-de-l'Agaisen est composé de trois blocs dont deux blocs d'entrée et un bloc de combat : il s'agit en fait d'un abri-caverne sur lequel a été greffée une casemate d'infanterie. Le niveau de protection est le no 2, soit pour les murs exposés une épaisseur de 2,25 mètres de béton armé et pour les dalles deux mètres, de quoi théoriquement résister à un pilonnage jusqu'au calibre 240 mm.
Le bloc 1 sert d'entrée septentrionale à l'ouvrage, avec pour tout armement un créneau pour fusil-mitrailleur formant caponnière, tirant vers le sud, à côté de la porte blindée. Un fossé diamant et une visière de béton protègent la porte.
Le bloc 2 est l'entrée méridionale, avec lui aussi un créneau pour FM, tirant vers le nord. Les FM des deux entrées croisent leurs angles de tir.
Le bloc 3 est une casemate d'infanterie, avec comme armement un créneau pour jumelage de mitrailleuses tirant vers l'est, un autre créneau pour FM tirant vers le sud et une cloche GFM type A au-dessus. La cloche sert d'observatoire auxiliaire (indicatif O 51, rattaché au PC de l'ouvrage de l'Agaisen), équipée d'un périscope J 2 (grossissement par sept) et d'un bloc jumelles D.
Les mitrailleuses et fusils mitrailleurs de l'ouvrage étaient chacun protégé par une trémie blindée et étanche (pour la protection contre les gaz de combat). Ils tirent la même cartouche de 7,5 mm à balle lourde (modèle 1933 D de 12,35 g au lieu de 9 g pour la modèle 1929 C).
Les mitrailleuses étaient des MAC modèle 1931 F, montées en jumelage (JM) pour pouvoir tirer alternativement, permettant le refroidissement des tubes. La portée maximale avec cette balle (Vo = 694 m/s) est théoriquement de 4 900 mètres (sous un angle de 45°, mais la trémie limite le pointage en élévation à 15° en casemate et à 17° dans une cloche GFM), la hausse est graduée jusqu'à 2 400 mètres et la portée utile est plutôt de 1 200 mètres. Les chargeurs circulaires pour cette mitrailleuse sont de 150 cartouches chacun, avec un stock de 50 000 cartouches pour chaque jumelage. La cadence de tir théorique est de 750 coups par minute, mais elle est limitée à 450 (tir de barrage, avec trois chargeurs en une minute), 150 (tir de neutralisation et d'interdiction, un chargeur par minute) ou 50 coups par minute (tir de harcèlement, le tiers d'un chargeur). Le refroidissement des tubes est accéléré par un pulvérisateur à eau ou par immersion dans un bac.
Les fusils mitrailleurs (FM) étaient des MAC modèle 1924/1929 D, dont la portée maximale est de 3 000 mètres, avec une portée pratique de l'ordre de 600 mètres. L'alimentation du FM se fait par chargeurs droits de 25 cartouches, avec un stock de 14 000 par cloche GFM, 7 000 par FM de casemate et 1 000 pour un FM de porte ou de défense intérieure. La cadence de tir maximale est de 500 coups par minute, mais elle est normalement de 200 à 140 coups par minute,.

## Histoire
En janvier 1931, la Commission d'organisation des régions fortifiées (CORF) arrête un projet de construction sur la « croupe nord du champ de tir de l'Agaisen » d'un bloc actif d'infanterie couvrant le vallon de Figueltas ainsi que d'un abri. Le gros œuvre dure de 1932 à 1936, réalisés notamment par la main-d'œuvre militaire (MOM) pour les souterrains et les blocs d'entrée. La cloche GFM est mise en place en 1937. Le prix total de l'ouvrage est estimé à 1 368 000 francs de 1936,.
L'ouvrage est occupé d'août 1939 à juillet 1940, mais ne participe pas aux combats de juin 1940, l'avancée italienne étant très limitée.
Après l'abandon du terrain par l'armée en 1964, il passe à la commune de Sospel, qui en fait son château d'eau : les équipements sont tous retirés et les galeries sont étanchéifiés.

### État actuel
Les dessous sont partiellement utilisés comme réservoir d'eau et l'intérieur est potentiellement inondée. Le fossé du bloc 1 a été rempli de terre.